# الريحان الداكن
الريحان الداكن هو صنف من أصناف الريحان، حلو المذاق، هجنه جون سكارشوك وجوزيف لينت في جامعة كونيتيكت في الخمسينيات. لون أوراق هذا الريحان هو أرجواني، ويمكن أن تكون مرقطة في بعض الأحيان، تزرع هذه النبتة بسبب منظرها الجذاب ولاستعمالاتها المتعددة في الطهي. فاز الريحان الداكن في عام 1962 بجائزة All-American Selection.
هذا النوع من الريحان، مثله كمثل باقي أنواع الريحان الأرجوانية الأخرى؛ لونها هو أرجواني بسبب الأنثوسيانين، وبسبب مركبات سيانيدين ومركبات فاوانيدين. يحتوي "الريحان الداكن"، إلى جانب أصناف أخرى من النباتات المهجنة ذات الأوراق الأرجوانية الكبيرة، على نسبة عالية من الانثوسيانين ومن المحتمل أن يكون مصدراً للأصباغ الحمراء عند صناعة المواد الغذائية. تركيز الأنثوسيانين هو حوالي 18 ملغ لكل 100 غرام من الأوراق الطازجة، وهو تركيز متماثل لتركيزه في نبات البريلة، ويعتبر أكبر من تركيزه في أنواع ريحان أرجوانية أخرى ذات أوراق صغيرة (والتي تحتوي بشكل عام على تركيز أنثوسيان حوالي 6 ملغ لكل 100 غرام).

## روابط خارجية
- صورة فوتوغرافية